# Odontia scopinella
Odontia scopinella är en svampart som först beskrevs av Miles Joseph Berkeley, och fick sitt nu gällande namn av Miles Joseph Berkeley 1891. Odontia scopinella ingår i släktet Odontia och familjen Meruliaceae.   Inga underarter finns listade i Catalogue of Life.